# Bela Vista do Paraíso
Bela Vista do Paraíso é um município brasileiro do estado do Paraná, 
pertencente à região norte-central e sua população, estimada em 2016 era de 15.634 habitantes.

## História
Entre as décadas de 1920 e 1930, o local onde hoje se encontra Bela Vista do Paraíso, fazia parte do município de Sertanópolis, e as terras integravam a fazenda Floresta Ribeirão Vermelho de propriedade de uma empresa colonizadora. Em 1928 a empresa efetuou a subdivisão de suas terras em glebas menores na expectativa de atrair compradores para o plantio do café e o empreendimento atraiu João Galdioli e sua esposa Maria Palmieri Galdioli, em 1929. Brasílio de Araújo (1883-1948) e sua esposa, chegaram em 1938. Entre as fazendas de cafe de Galdioli e Araújo, surgiu um povoado, em 1939, denominado de "Bela Vista" e a fazenda de Brasílio de Araújo foi denominada de "Paraíso". Sonhando na criação de uma cidade, Brasílio doou parte de suas terras para a organização de serviços públicos e sociais, fazendo com que Maria Palmieri também contribuísse na doação de terras e na construção de edifícios para abrigar estes serviços.
O desenvolvimento do povoado foi rápido e fez com que Brasílio de Araújo lutasse para a emancipação política do local e assim, em 10 de outubro de 1947, Bela Vista foi elevado a categoria de município e recebeu o nome de "Bela Vista do Paraíso", sendo o "Paraíso", uma homenagem a cafeicultor Brasílio de Araújo. Somente em 14 de dezembro de 1953, através da Lei n°1.542, o município foi desmembrado de Sertanópolis.

### Brasílio de Araújo
Brasílio de Araújo, cafeicultor e pecuarista, nasceu em Cerro Azul em 23 de fevereiro de 1883. Fundou a Brasílio de Araújo & Cia e ao criar a fazenda "Paraíso", o seu nome ficou intimamente ligado a história de Bela Vista do Paraíso. Brasílio faleceu em 19 de março de 1948 e esta enterrado na sepultura Q5 RA L1 do Cemitério São Francisco de Paula, em Curitiba.